# Julius Hemphill
Julius Hemphill (24. ledna 1938 – 2. dubna 1995) byl americký jazzový saxofonista. Nejprve hrál na klarinet a během středoškolských studií přešel k saxofonu. Po návratu z armády, kam odešel v roce 1964, vystupoval s Ikem Turnerem. během své kariéry spolupracoval s mnoha hudebníky, mezi které patří například Anthony Braxton, Bill Frisell a byl rovněž dlouholetým členem skupiny World Saxophone Quartet. Vydal také řadu alb pod svým jménem. Roku 2003 vyšlo na značce Tzadik Records album One Atmosphere s Hemphillovými skladbami.